# Туннельные долины

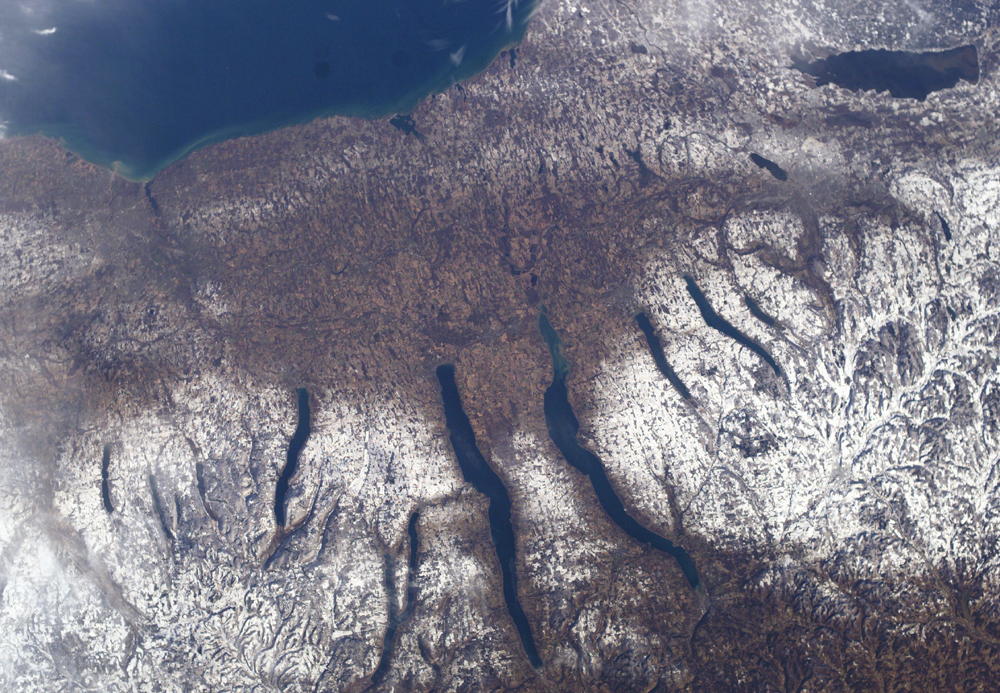
Озёра-пальцы (Finger Lakes) в районе моренно-подпрудного оз. Онтарио, принадлежащего к системе Великих Американских озёр. Сформированы в туннельных долинах в субгляциальных и перигляциальных условиях во время начала последней (висконсинской, поздневюрмской) дегляциации. 4 декабря 2004. NASA

Туннельные долины — огромные, глубокие и протяжённые долины, врезанные в отложения ледникового генезиса, а часто даже и в подстилающие их коренные горные породы. Известные современные туннельные долины приурочены к периферическим областям покровных оледенений и ориентированы субперпендикулярно к краям ледниковых лопастей, нередко представляя собой глубокие фьорды. Они распространены на всех континентах, включая Антарктику.

## Строение туннельных долин
Обычная ширина туннельных долин составляет 1 — 2 км, глубина — до 100 метров, а длина может достигать и более 80 км.
В типичных случаях туннельные долины имеют крутые до отвесных склоны и плоские, выположенные днища, покрытые россыпями очень хорошо окатанных валунов, обычно — сферической формы. Поперечные профили туннельных долин имеют U-образную форму типичных трогов, а продольные профили этих долин всегда осложнены системами замкнутых, изометрично-вытянутых котловин («горбатые профили»), часто вмещающих современные озёра.
На днищах туннельных долин также часто присутствуют озы, а к их дистальным окончаниям могут причленяться флювиогляциальные дельты.
В плане туннельные долины располагаются веерообразно, системой расходясь как бы от единого центра каналов.

## Формирование туннельных долин

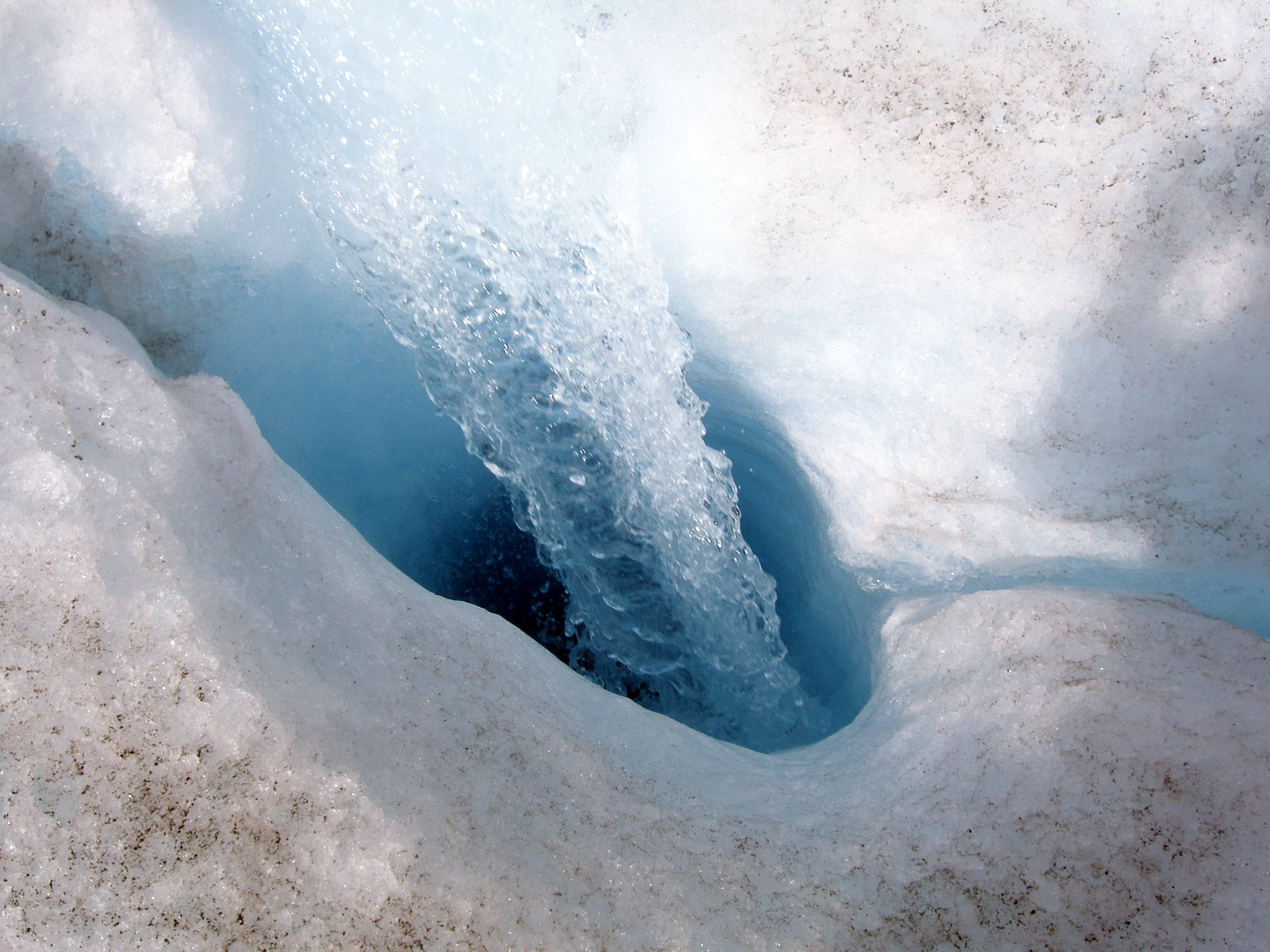
Поток воды, уходящий по ледниковой мельнице вглубь ледника Атабаска, Колумбийское ледниковое поле, Канада. 13 июля 2007. Фото China Crisis

Блок-диаграмма части ледника, где показаны гипотетические пути внутриледниковых вод к коренному ложу. NASA. Грязно-белый тонкий слой на поверхности голубоватого ледникового льда — фирн. Чёрная штриховая полоса обозначает положение фирновой линии. На языке схематически показаны наледниковые озёра, а по профилю черными стрелками — сглаженные эпюры скоростей.

Формирование туннельных долин, время и процессы, сформировавшие их, — вопрос дискуссионный. По мнению Р. Дж. Райса, вода любого происхождения, проникающая во внутрь ледника, называется подледниковой (субгляциальной). Линейные углубления-каналы, которые она вырабатывает в ледниковом ложе, получили название подледниковых (субгляциальных) каналов. Как отмечает Р. Дж. Райс, возможности прямых наблюдений за подледниковыми потоками талой воды ограничены. Исследователь может лишь видеть то, как вода уходит в лёд, и как она вновь выходит на поверхность у конца ледникового языка. Путь следования воды, скрытый от наблюдателя, может быть как подледниковым, так внутриледниковым и комбинированным. С поверхности ледника вода попадает внутрь льда через ледниковые трещины, ледниковые мельницы и их разнообразные комбинации.

Ледниковая мельница (нем. — Gletschermühle) — это глубокий спиралевидный колодец на ледниковом языке, который может иметь диаметр до 10 метров. В верхней, устьевой, части он представляет собой округлую впадину с часто пологими склонами, диаметр которой может достигать иногда нескольких десятков и даже сотен метров (своеобразный водосбор на поверхности ледника). Вращательное движение бурного наледникового потока эродирует уступы льда в колодце или небольшой трещине, расширяет её, а поток с шумом, закручиваясь, устремляется вниз.

В районах древнего оледенения некоторые подледниковые субмаргинальные каналы стока, прижимавшиеся к бортам трогов, круто падают вниз по склонам долин так, что перепады между их верхними и нижними концами иногда составляют сотен метров. Особенно крутые участки каналов, называемые иногда «лотками сброса», считаются результатом эрозионной работы потоков, которые при этом находились и в контакте со склонами трогов. Если, как отмечает Р. Дж. Райс, образование этих каналов рассматривать как единый эпизод вообще с образованием всех субгляциальных эрозионных форм, то отсюда должен следовать вывод, что вода может течь в туннелях подо льдом гораздо более чем 100-метровой толщины, причем — под большим напором.
Каналы с «горбатым» продольным профилем, образование которых исследователи ранее связывали с переливом воды из ледниково-подпрудных озёр, в настоящее время считаются подледниковыми. Субгляциальный генезис таких каналов доказывается прежде всего тем, что «горбатые» долины могут вырабатываться лишь потоками, которые находятся под огромным гидростатическим давлением.

## Географическое распространение туннельных долин
Типичные туннельные долины давно обнаружены в краевой зоне последнего (вислинского, поздневюрмского, валдайского) ледникового покрова на территории Дании, северной части Германии, Польши, и также на дне Северного моря.
Кроме этого, как отмечает М. Г. Гросвальд, погребённые туннельные долины, то есть формы, близкие по своей морфологии последним, но заполненные флювиальными отложениями, родственными по составу моренам соседних междуречий, вскрыты бурением в Восточной Англии. В настоящее же время туннельные долины обнаруживаются почти во всех областях древних оледенений.